# Enjoy (programma televisivo)
Enjoy è stato un programma televisivo italiano di genere documentario, le sole due puntate speciali sono andate in onda il 19 e il 27 settembre 2019 su Nove e condotto da Peter Gomez. Da non confondere con Enjoy Television, canale tv dedicato al mondo della musica eletronica, titolare del marchio registrato.

## Storia
Il programma andò in onda per ideazione di Peter Gomez (già conduttore del programma La confessione, sempre sul Nove) Loft TV trattava argomenti molto controversi nell'opinione pubblica, tra cui lusso sfrenato, mafia, uso di droghe e pornografia. Il conduttore affrontava tali tematiche tipiche dell'epoca attuale avvalendosi di video, immagini e testimonianze di persone che conoscono da vicino tali argomenti.
Andarono in onda solo due puntate, poi il programma chiuse a causa del basso share.